# Fritz Zietlow
Fritz Otto Karl Zietlow (* 24. August 1902 in Schneidemühl; † 28. September 1972 in Hamburg) war ein deutscher Jurist, Journalist und als SS-Hauptsturmführer Teilkommandoführer bei der Sonderaktion 1005. Nach dem Zweiten Weltkrieg war er von 1961 bis 1968 als Angestellter beim Bundesnachrichtendienst (BND) tätig.

## Ausbildung und Studium
Als Sohn eines Reichsbahnoberzugführers besuchte Zietlow in seinem Geburtsort die Volks- und Realschule. Zietlow zog 1916 mit seiner Familie nach Posen. Dort absolvierte er bis Ende 1918 die Oberrealschule. Im Zuge der neuen Gebietsveränderungen nach dem Ersten Weltkrieg wurde er durch polnische Kräfte verhaftet. Ihm gelang die Flucht auf deutsches Gebiet, wo er Angehöriger eines Freikorps wurde und an Kämpfen im Baltikum und in Oberschlesien teilnahm. Im Jahre 1920 gelangte er wieder zu seinen Eltern, die inzwischen nach Stargard in Pommern umgesiedelt waren. Dort erlangte er Anfang 1921 das Abitur und begann danach an der Universität Greifswald ein Studium der Rechtswissenschaften. Aus finanzieller Not infolge der herrschenden Inflation brach er sein Studium im Wintersemester 1923/24 ab. In den nächsten zwei Jahren betätigte er sich als Redaktionsvolontär bei zwei Zeitungen in Stargard, womit er auch eine journalistische Ausbildung abschließen konnte. Obwohl er von 1926 an zwei Semester im alten Fach studierte und sich im Jahre 1927 zum Ersten Staatsexamen anmeldete, konnte er die Prüfung nicht abschließen. Auch musste er das Vorhaben aufgeben zu promovieren.

## Politische Orientierung
Erstmals kam Zietlow im Sommer 1923 mit der „nationalsozialistischen Bewegung“ in Greifswald in Kontakt. Im Herbst 1923 stellte er den Antrag auf Mitgliedschaft in der NSDAP. Nach seiner Personalakte erlangte er mit dem Datum vom 6. Juli 1925 die Mitgliedschaft mit der Nr. 9.464. Aufgrund dieser frühen NSDAP-Mitgliedschaft war er Träger des Goldenen Parteiabzeichen der NSDAP. Anfang 1924 betätigte er sich in Stettin während der Mai-Wahlen bei der Sammlungsbewegung der Nationalsozialisten in Pommern, dem Deutschvölkischen Wahlverband. Danach zog er noch im gleichen Jahr nach Kiel und wurde dort Gaugeschäftsführer bei der Nationalsozialistischen Freiheitsbewegung. Nach der Neugründung der NSDAP trat er am 1. März 1926 der NSDAP erneut bei (Mitgliedsnummer 36.519).
Bis 1929 betätigte er sich für die NSDAP in Stargard, wo er Mitglieder in Abendlehrgängen schulte. Zietlow kam 1929 nach Berlin, wo man seine propagandistischen Fähigkeiten in der NSDAP auf Parteiversammlungen schätzte. Ab 1929 wurde er auch schon als Gauredner eingesetzt, bald auch als Reichsredner und als Redner für Reichsbetriebszellen der NSDAP. In Berlin arbeitete er in der lokalen Redaktion der Schlesischen Zeitung, die ihren Sitz in Breslau hatte. Ab Mitte 1930 ging er zur späteren NS-Gauzeitung Der Angriff, wo er von 1931 bis 1932 mit als Herausgeber wirkte. Seit März 1932 gehörte er als Nachrücker kurzzeitig dem Preußischen Landtag an.
Mitte 1932 wurde Zietlow beim Angriff fristlos entlassen, weil er sich an der Portokasse vergriffen hatte. Eine neue Arbeit fand er gegen Ende 1932 bei der Ostfriesischen Tageszeitung der NSDAP, die in Emden ihren Stammsitz hatte.
Seit dem 1. Oktober 1930 gehörte er mit der SS-Nr. 6.126 zur Allgemeinen SS. In den folgenden Jahren arbeitete er journalistisch für mehrere NS-Zeitungen als Hauptschriftleiter. Nach der nationalsozialistischen „Machtergreifung“ 1933 wirkte er als Referent beim SS-Sonderkommando Berlin zbV unter dem SS-Brigadeführer Max Henze, der zu dieser Zeit das KZ Columbia führte.
Von Anfang 1934 bis Mitte des Jahres betätigte er sich am Aufbau des Presseapparates beim Reichsnährstand, um dann für die nächsten zwei Jahre nach München in gleicher Funktion zu gehen. Danach kehrte er nach Berlin zurück und wurde 1937 kurzzeitig auf dem Sektor von landwirtschaftlichen Genossenschaften als Journalist eingesetzt. Der Reichsverband der Deutschen Presse (RDP) suchte 1937 drei Dozenten für die Reichspresseschule auf den Gebieten der Wirtschaft, Kultur- und Innenpolitik, wobei Zietlow ein Kandidat war. Zietlow wurde sogar schon im Planstellenverzeichnis aufgeführt, es kam aber nicht zu einer Berufung. Der Grund lag möglicherweise darin, dass Zietlow sein zugesagtes Gehalt nicht von der Haushaltsabteilung des Reichsministeriums für Volksaufklärung und Propaganda (RMVuP) erhielt. Der Chef des RDP, Wilhelm Weiß, hatte sich gegenüber Zietlow zu einer außertariflichen Gehaltszahlung für das Fach Innenpolitik in einem Schreiben an Joseph Goebbels vom 28. August 1937 verwendet, konnte sich aber nicht durchsetzen. In diesem Fall wollte Zietlow auf die Berufung verzichten. Von Ende 1937 Anfang 1938 betätigte sich Zietlow als Redakteur bei der, dem Propagandaministerium unterstehenden, Auslandsnachrichtenagentur Transocean.

## Artikel für NS-Propaganda
In den Jahren von 1937 bis 1942 sind mehrere Artikel von Zietlow in NS-Zeitschriften veröffentlicht worden, die sich mit innen- und außenpolitischen Themen der NS-Propaganda beschäftigten.
So griff er im März 1937 in den Monatsblättern der Reichspropagandaleitung der NSDAP Unser Wille und Weg das Thema Gedanken und Vorschläge zur Agrarpropaganda auf, das sich hauptsächlich mit den Folgen der Verknappungserscheinungen bei Lebensmitteln beschäftigte, die erstmals im Jahre 1935 auftraten. Er kritisierte die unzureichende propagandistische Vorbereitung auf die Verknappung. Dabei wies er auf die Erscheinung der letzten Wochen des Jahres 1935 mit ihren Hamstereien erheblichen Ausmaßes besonders auf dem Fettmarkt hin. Weiterhin kritisierte er die Anfang 1937 herausgegebene Haushaltsliste für den Fettbezug. Das könnte zu Erinnerungen an das Karten- und Bezugsscheinsystem der Weltkriegszeit und zu einem stimmungsmäßigen Rückschlag führen.
Er forderte die NS-Propagandisten auf, die Verbraucher zu einem disziplinierten Verhalten zu bewegen, weil nicht zu jeder Zeit jeder unserer Wünsche nach Nahrungs- und Genußmitteln voll befriedigt werden kann.... In diesem Zusammenhang wies er auf die zur Zeit noch bestehenden Ernährungslücken von etwa 15 bis 20 v[on]. H[undert]. unseres Bedarfs hin. Um eine Verbesserung der allgemeinen Agrarpropaganda zu erreichen, forderte er laufende vertrauliche Unterrichtung und Arbeitstagungen zur Steuerung der Agrarpropaganda.
Im Jahre 1941 veröffentlichte das Jahrbuch der Auslands-Organisation der NSDAP einen Artikel von Zietlow unter der Überschrift MOB-Befehl der Wirtschaft, der sich mit der Vorbereitung und Umstellung der Wirtschaft des NS-Regimes auf die Kriegswirtschaft beschäftigte. Die Reichsführung hätte „für den wirtschaftlichen Bereich alle, auch die ernstesten Möglichkeiten vorausgesehen und berücksichtigt…“. Dabei wies er auf die in den Jahren von 1936 bis 1939 erfolgten Umstellungen der Wirtschaft bezüglich der Produktion von Kautschuk, die Abkehr von der Baumwolle und den Schwermetallen hin zur Zellwolle, zu Leichtmetallen und Kunst- und Werkstoffen hin. Außerdem wären zu Beginn des Krieges „etwa neun Zehntel aller bisher von Privaten genutzten Kraftfahrzeuge stillgelegt“ worden. Nach den Erfahrungen des Krieges gegen Polen im September 1939 hätte der damalige Generalmajor Adolf von Schell Anfang 1940 für die Kraftverkehrswirtschaft erklärt, „was Deutschlands Versorgung mit Betriebsstoff für Auto- und Flugzeugmotoren angehe, so könne der Krieg getrost zehn Jahre dauern“. Und bezüglich der Besatzung der Länder Niederlande, Belgien und Frankreich berichtete er, die Wehrmacht hätte „gewaltige Vorräte an Treibstoffen aller Art erobert, dass die Lagerbestände hieran mit dem Ende der Westoperationen größer wären als beim Beginn der Offensive“.
Die materiellen Vorbereitungen bezüglich der angelegten Bestände auf den Krieg wären so groß gewesen, dass die „Depots und Räume auch bei größter Ausweitung zum Teil nicht in der Lage wären, verstärkte Zufuhren aufzustapeln“. Dabei führte er für die Jahre 1938 und 1939 schon folgende bestehende Lagerkapazitäten an:
- Siloraum für 1,6 Millionen Tonnen Getreide
- Lagerhallen für Lagerung von 1 Million Tonnen Getreide
- 8500 behelfsmäßige Lagerstätten für Getreide
- weiterer Siloraum für mehrere Millionen Tonnen bis September 1939 erstellt
- etwa 33 000 Reichslagerhallen eingerichtet für die Lagerung einer Jahresproduktion an Roggen und Weizen vor der Kornernte von 1939

Für das Jahr 1940 berichtete er von einer Getreideernte von 25 Millionen Tonnen „trotz der Ungunst der Witterung“, was „nur um 2 v.H unter dem Durchschnitt der letzten 5 Friedensernten“ mit ihren Rekorderträgen gelegen hätte. Und Deutschland wäre viel besser gegen Ausfall der Kornernte gesichert als England „dank des starken Anteils von Hackfrüchten an der Volksernährung“. Damit wäre Deutschland in der „Nahrung weit krisenfester als jede andere Großmacht Europas“ gesichert. Das würde sich aus folgenden Erntedaten im Jahre 1940 ergeben:
- eine Kartoffelernte von etwa 60 Millionen Tonnen
- eine Zuckerrübenernte von rund 20 Millionen Tonnen und damit etwa 1,3 Millionen Tonnen mehr als 1939

Weiter verwies er auf eine „ausgezeichnete Futterrübenernte“, eine höhere Ernte beim Gemüse und Brotgetreidereserven von mehr als 6,3 Millionen Tonnen. Nur die Obsternte sei wegen der ungünstigen Witterung gesunken. Auch behauptete er, dass Deutschland das „größte Zuckererzeugungsland der Erde ist“ und die Milchablieferung der Molkereien „die weitaus höchste ist, die jemals zu verzeichnen war“. Diese Erfolge würden aus der Leistungssteigerung und Intensivierung der Betriebe resultieren, für die er folgende Daten angab:
- Steigerung des Verbrauchs an Stickstoff- und Kalidünger seit 1932/33 auf 700 000 bzw. 1,2 Millionen Tonnen, was eine Verdoppelung gewesen wäre
- Steigerung der Aufwendungen in Maschinen und Geräte innerhalb von fünf Jahren von 138 auf 463 Millionen RM
- Steigerung des Anbaus von Öl- und Gespinstpflanzen um den Faktor zehn

Zur Steigerung der Wirtschaftsleistung führte er an, dass „eine weitere Million Kräfte aus ausländischen Quellen“ seit Anfang des Krieges für die Wirtschaft arbeiten würden, davon annähernd 600.000 in der Landwirtschaft und rund 400.000 in der Industrie und im Gewerbe. Ein Zehntel der Kräfte würde aus Italien kommen, der Rest wären Kriegsgefangene und Arbeiter aus Dänemark, Holland, Belgien und aus Ländern Südosteuropas. Auch pries er die Stabilität der Lebenshaltungskosten, da der Index „vom September 1939 bis zum Juli 1940 nur um 5,1 Punkte gestiegen“ wäre. Dann verwies er auf eine „solidarische Aktion von Gewerbe und Industrie“, die zur vorübergehenden Stilllegung von Betrieben des Textil- und Bekleidungsgewerbes, „im Handel mancher Zweige und in der Lederindustrie“ geführt habe. Diese Einschränkungen begründete er mit einer „Erhaltung der Produktionskraft“.
Für die Unterstützung der Familien, wo die Männer zum Wehr- und Arbeitsdienst einberufen worden waren, hätten die Sammlungen des Kriegs-Winterhilfswerks und für das Deutsche Rote Kreuz mehr als eine Milliarde Reichsmark (RM) ergeben. Damit kam er zur Frage der Kriegsfinanzierung. In diesem Zusammenhang zählte er Finanzierungsformen auf, die nicht geeignet wären:
- Aufnahme von Krediten, die mit der Notenpresse zu ‚bezahlen‘ wären
- Aufnahme von verzinsten Anleihen, die innerhalb von 30 bis 50 Jahren „schrittweise abzutragen“ wären

Dabei verwickelte er sich aber in teilweisen Widersprüchen, da er danach schilderte, die Regierung habe den „Anleihemarkt für wichtige Unternehmungen wie öffentliche Betriebe (etwa die Reichsbahn) und große Rüstungswerke freigegeben, die durch Kreditaufnahme notwendige neue Anlagen oder Erweiterungen zu finanzieren hatten und haben“. Weiterhin gab er an, dass die „Herstellung von Verbrauchsgütern und den Verbrauch von nicht unbedingt nötigen Waren und Leistungen gedrosselt“ worden wäre. Damit wurde „sehr viel Kaufkraft frei“, und „diese Mittel schöpft der Staat mit Steuern ab“. Auch zum Zahlungsmittelumlauf und zur öffentlichen Verschuldung äußerte er sich. Die Zahlungsmittel in Deutschland hätten sich von Ende 1938 innerhalb eines Jahres um 4,1 Milliarden RM auf etwa 14,5 Milliarden erhöht. Das wäre eine Erhöhung um „ein Viertel“ gewesen.
Die Staatsverschuldung des Deutschen Reiches sei von 1934 bis 1938 von 6,7 auf 18,6 Milliarden RM gewachsen. Die Verschuldung der Städte und Gemeinden sei aber bis zum 31. März 1940 um 1,7 Milliarden RM auf 5,3 Milliarden RM gesunken. Da aber das Steueraufkommen „im gleichen Ausmaß“ gestiegen sei, gab er an: „die Schuld des Reiches ist konstant so hoch geblieben wie der Steuerertrag eines einzigen Jahres“. Dazu gab aber Zietlow keine überprüfbaren Einzelheiten an. Dass seine Ausführungen in Widersprüche münden konnten, versuchte er am Ende des Artikels zu überdecken. Denn „der im Frieden planmäßig gesteigerte Bedarf an allen Gütern ist nun im Kriege erheblich gedrosselt worden“. Dabei erwähnte er die Bereiche der Ernährung, Bekleidung und Wohnung. Weiterhin führte er die Stilllegung „nicht kriegsbedeutsamer Unternehmungen“, den Abbau umfangreicher Lager und Vorräte und die Aufschiebung von „nicht vordringlicher Investierungen“ an. Das Verbrauchsvolumen sei damit gesenkt worden, aber die Arbeitseinkommen wären durch mehr und ausgeweitete Beschäftigung wie bei Frauen erhöht worden. Damit sei „eine gewaltige Kaufkraft frei geworden. Diese nun schöpft der Staat mit Steuern ab und finanziert damit den Krieg“.

## Einsatz im Krieg
Seit Anfang 1934 gehörte Zietlow zum SD-Oberabschnitt Ost in Berlin. In seinen verschiedenen Stellungen hatte er sich im Nachrichtendienst betätigt und mehreren NS-Dienststellen Nachrichten zukommen lassen. Dienstlich war er dem Amt VI im Reichssicherheitshauptamt (RSHA) unterstellt. Im Jahre 1939 war er im April zum SS-Hauptsturmführer befördert worden. Zur Wehrmacht wurde er vom 1. Oktober 1942 bis zum ersten Vierteljahr 1943 eingezogen, um dann wieder dem RSHA unterstellt zu werden. Mit der Einsatzgruppe C erhielt er 1943 den Marschbefehl Richtung Kiew. Nach seinen Aussagen wurde er zuerst in Czernikow in der Pressearbeit und im Bereich Drahtfunk eingesetzt, um dann Mitte 1943 über Smolensk nach Kiew zu gelangen, wo die Sonderaktion 1005 begann. Zusammen mit dem SS-Sturmscharführer Fritz Kirstein als Verwaltungsführer wurde dort bis Ende August 1943 das Teilkommando Sonderkommando 1005 B aufgestellt. In Dnepropetrowsk wurde das Teilkommando unter der Leitung von Zietlow Anfang September 1943 vollständig, darunter auch 40 bis 50 Ordnungspolizisten.
Der erste Einsatz zur Ausgrabung von Leichen sollte Anfang Oktober 1943 in Kriwoi Rog beginnen, musste aber wegen der Frontnähe aufgegeben werden. Über Cherson marschierte das Kommando Anfang November 1943 nach Nikolajew, wo das Kommando bis Ende Januar 1944 mit sogenannten Enterdungsarbeiten eingesetzt wurde. Zietlow zeigte bei seiner Aufsicht bei den Ausgrabungen der Leichen eine Haltung, die bei seinen Untergebenen auf Ablehnung stieß. Er saß in Begleitung von ein oder zwei russischen Frauen in einem Schaukelstuhl und schaute bei den Erdarbeiten zu. Als er damit begann, Witze von Bonifatius Kiesewetter zu erzählen, erhielt er von seinen Untergebenen den Spitznamen Bonifatius. Als gegen Ende 1943 die Enterdungsarbeiten bei Nikolajew beendet waren, wurde ein Teil der bei den Erdarbeiten eingesetzten Häftlinge durch Genickschüsse getötet. Ein Untergebener von Zietlow exekutierte die Häftlinge.
Ende Januar 1944 wurde Zietlow mit dem Sonderkommando 1005 B nach Lemberg verlegt. Von dort fuhren Zietlow und Kirstein in den Urlaub nach Zakopane. Dort wurde Zietlow und Kirstein verhaftet, da gegen sie der Vorwurf der Unterschlagung von Verpflegung der Angehörigen des Kommandos erhoben wurde. Zietlow wurde seines Kommandos enthoben und als Nachfolger der SS-Obersturmführer Walter Helfsgott ernannt. Zietlow wurde danach wieder ab Februar 1944 im Nachrichtendienst für das Ausland im Amt VI des RSHA eingesetzt. Kurzzeitig erfolgte für ihn noch einmal ein Kommando z. b. V. in der Slowakei, um dann wieder nach Berlin zurückzukehren. Anfang April 1945 marschierte er über Pressburg und Klagenfurt nach Graz, wo er mit falschen Ausweispapieren versehen in englische Gefangenschaft geriet. Es folgte der Aufenthalt in einem Internierungslager in Italien und eine Genesung in einem Lazarett in Westfalen, wo er im April 1947 entlassen wurde.

## Nachkriegszeit und neue Geheimdiensttätigkeit
Die Abarbeitung der NS-Vergangenheit wurden gegen Zietlow in zwei Verfahren durchgeführt. Es gab ein Spruchkammerverfahren in Recklinghausen, das im weiteren Verlauf nach Hamburg-Bergedorf abgegeben wurde. Dort wurde über die Zugehörigkeit zu einer als verbrecherisch erklärten Organisation entschieden. Zietlow wurde 1949 zu einer Geldstrafe von DM 1000 wegen seiner Zugehörigkeit zur SS verurteilt, die wegen seiner Internierungshaft als verbüßt galt. In Kiel fand die Entnazifizierung beim Entnazifizierungshauptausschuss statt. Der öffentliche Kläger versuchte, Zietlow auch als Kriegsverbrecher belangen zu lassen, nachdem Anhaltspunkte dafür aufgetaucht waren. Dazu trug auch die Aussage von Zietlows Schwägerin bei, die von Hass gegen Zietlow erfüllt war. Der Grund war der Tod ihrer Schwester. Die Zietlows hatten nämlich bei Kriegsende beschlossen, mit dem gemeinsamen Kind Suizid zu begehen. Als die Ehefrau und das Kind tot waren, war Zietlow von seinem Suizidversuch zurückgetreten. Er hatte sich für das Weiterleben entschieden. Die Schwägerin machte Aussagen gegen Zietlow, unter anderem übergab sie den Behörden seinen SD-Ausweis. Aus der Verurteilung als Kriegsverbrecher wurde nichts. Aber Zietlow wurde mit der Einstufung in der Gruppe III Minderbelastete in die Gruppe der Täter eingereiht. 1951 stufte man ihn in die Gruppe V der Entlasteten ein.
Anfang 1949 heiratete Zietlow neu und ließ sich in Hamburg-Volksdorf in einem Reihenhaus nieder. Er galt zu 60 Prozent erwerbsgeschädigt, erhielt eine kleine Rente und auch Arbeitslosenunterstützung. Schon bald arbeitete er wieder auf dem Gebiet des Nachrichtendienstes für den britischen Geheimdienst.
Als am 29. August 1950 der Volksbund für Frieden und Freiheit in Hamburg-Dammtor im Gasthof Zum Patzenhofer in der Dammtorstraße 10 gegründet wurde, war Zietlow Mitbegründer. Als das Bundesministerium für gesamtdeutsche Fragen (BMG) ab Sommer 1950 eine Schriftreihe gegen die DDR im Rahmen des Büro Bonner Berichte herausgab, gehörte Zietlow zu den Autoren. Am Deutschen Kongress vom 17. und 18. März 1951 in Frankfurt am Main nahm er teil, der für eine aktive Neutralität in den Ost-West-Konflikten warb. Nach der Aussage des Organisators Wolf Schenke arbeitete Zietlow zu dieser Zeit für den britischen Geheimdienst.
Im Jahre 1954 erschienen von ihm drei Schriften, die zum Teil anonym gedruckt wurden. Im Telefonbuch hatte er seinen Beruf mit „Schriftleiter“ angegeben. Auf der Hamburger Landespressekonferenz war er als Auslandsjournalist tätig, was aber spätestens Anfang der sechziger Jahre ein Tarnung war. Denn seit 1961 wurde er in das Angestelltenverhältnis beim BND aufgenommen.
Zietlow wurde zusammen mit 1.800 Wirtschaftsführern, Politikern und führenden Beamten der Bundesrepublik im erstmals 1965 veröffentlichten Braunbuch der DDR aufgelistet. Seine Tätigkeit für den BND wurde in der Publikation nicht thematisiert, seine Nachkriegsbeschäftigung war mit „Schriftleiter und Korrespondent in Hamburg-Volksdorf“ angegeben.

## Anklage und Prozess
In einer Verhandlung vor dem Landgericht Stuttgart (Ks 22/67) wurde ab dem 9. Dezember 1968 Zietlow gemeinsam mit dem SS-Sturmbannführer Hans Friedrich Sohns, dem SS-Hauptsturmführer Walter Helfsgott und dem SS-Sturmscharführer Fritz Kirstein wegen Beihilfe zum Mord angeklagt. Während der Verhandlung bestritt Zietlow jede Beteiligung an Exekutionen. Er sei selbst nie bei einer Exekution zugegen gewesen und habe niemals und an niemand einen Erschießungsbefehl erteilt. Alle die Einzelheiten habe er seiner Grubenmannschaft bei den Hinrichtungen überlassen. Er hätte auch keine Kenntnisse über die Hinrichtungen, es könnten aber etwa 40 Menschen gewesen sein. Außerdem habe er nur Befehle ausgeführt, die der SS-Standartenführer Paul Blobel erteilt habe.
Bei den Hingerichteten habe es sich ja um „Partisanen und ähnliche“ gehandelt. Die Hinrichtung wäre für ihn kriegsrechtlich anerkannt gewesen, weshalb er den Befehl für die Tötung der Arbeitshäftlinge für berechtigt angesehen habe. Seine Aussagen wurden widerlegt, dass es sich bei den ausgegrabenen Leichen seines Kommandos um getötete Soldaten gehandelt habe und nicht um Juden und andere Zivilisten.
Wegen der erwiesenen Beihilfe zum Mord in mindestens 30 Fällen wurde Zietlow am 13. März 1969 zu zwei Jahren und sechs Monaten Zuchthaus verurteilt. Außerdem hatte er die Verfahrenskosten einschließlich der notwendigen Auslagen zu tragen. Der Antrag auf Revision des Urteils vor dem Bundesgerichtshof (Az.: 1 StR 462/70) wurde am 17. August 1971 zurückgewiesen. Allerdings musste er statt der Zuchthausstrafe eine Freiheitsstrafe gleicher Dauer antreten. Weiterhin wurde ihm auferlegt, für die Dauer von fünf Jahren keine öffentlichen Ämter anzunehmen.

## Schriften
- „Gedanken und Vorschläge zur Agrarpropaganda“, in: Unser Wille und Weg – Ausgabe B, Monatsblätter der Reichspropagandaleitung der NSDAP. (Hrsg. J. Goebbels), Heft 3, März 1937, S. 88–91
- „Keine weltwirtschaftliche Kriegskonjunktur“, in: Wille und Macht, Jg. 1940, Heft 7, Berlin, S. 21–24
- „IRA und de Valera“, in: Wille und Macht, Jg. 1940, Heft 9, Berlin, S. 14ff
- „MOB-Befehl der Wirtschaft“, in: Jahrbuch der Auslandsorganisation der NSDAP 1941, 3. Jg. Teil I, Berlin 1941, S. 115–136
- „Die antiimperialistische USA“, in: Wille und Macht, Jg. 1942, Heft 1, Berlin, S. 15–17
- „Armee der Weltrevolution“, in: Wille und Macht, Jg. 1942, Heft 1, Berlin, S. 27–27
- „Wirtschaftskräfte im pazifischen Raum“, in: Wille und Macht, Jg. 1942, Berlin, Heft 2, S. 35–39
- „Plaek Pibulasonggram“, in: Wille und Macht, Jg. 1942, Heft 3, S. 36–39
- „Südamerikanische Wirtschaft spürt die Auswirkungen des Krieges“, in: Wille und Macht, Jg. 1942, Heft 3, S. 39ff
- Unter dem Pseudonym Hans Siegmar: (Abrakadabra)Methoden und Ziele der Sowjetpropaganda vor und während der  Berliner Außenministerkonferenz 25. Januar bis zum 18. Februar 1954. Hrsg., F. Michaelsen, Großhansdorf 1954.
- (anonym) Vom Höllenmaschinisten zum Staatssekretär. Herausgeber, „Freiheit-Aktion der Jugend“, Bonn 1954. (Ein klandestiner Verlag des Gesamtdeutschen Ministeriums) (Die Schrift beschäftigt sich mit dem DDR-Politiker und Leiter des Ministeriums für Staatssicherheit Ernst Wollweber.)
- (anonym) Menschenraub. Überfallen und in die Zone entführt . Hrsg., „Freiheit-Aktion der Jugend“, Bonn 1954.